# Garcia Perez
Garcia Perez (fl. XIII secolo) è stato un trovatore, possibilmente galiziano e forse identificabile con il governatore della Galizia nel 1282.
Della sua opera ci resta solo una tenzone con Alfonso X, su una pena veira del re, che Garcia Perez consiglia di buttare nella spazzatura.  